# Горењи Новаки
Горењи Новаки (словен. Gorenji Novaki, итал. Novacchi Superiore) су насељено место у општини Церкно, Горишка регија, Словенија.

## Историја
До територијалне реорганизације у Словенији били су у саставу старе општине Идрија.

## Становништво
У попису становништва из 2011. године, Горењи Новаки су имали 226 становника.
| Број становника према пописима | Број становника према пописима | Број становника према пописима |
| ------------------------------ | ------------------------------ | ------------------------------ |
| 1991                           | 2002                           | 2011                           |
| 233                            | 253                            | 226                            |

Напомена: Године 2016. извршена је мања размена територије између насеља Долењи Новаки и Горењи Новаки.